# Абергіл
Аберґе́ле (валл. Abergele) — місто на півночі Уельсу, в області Конві.
Населення міста у 2001 році становило 17 574 осіб, а в 2011 — 10 577 осіб.